# Kashiwara
Kashiwara (柏原市 Kashiwara-shi) és una ciutat i municipi de la prefectura d'Osaka, al Japó.

## Geografia
La ciutat de Kashiwara es troba a la vora del riu Yamato, a l'est de la prefectura d'Osaka. El municipi també limita amb la prefectura de Nara, en concret amb el mont Ikoma i el mont Kongo. Cap al nord i l'oest, Kashiwara limita amb la ciutat de Yao i cap al sud amb les ciutats de Fujidera i Habikino. Els límits amb Yao i Habikino no tenen diferenciació, continuant els mateixos carrers i edificis com passa a moltes ciutats de la prefectura per la seua densitat poblacional. Kashiwara i Fujidera estan dividides pels rius Yamato i Ishi.

### Barris
| Nom                | Zona      | Habitants |
| ------------------ | --------- | --------- |
| Hongō              | Kashiwara |           |
| Taishō             | Kashiwara |           |
| Furumachi          | Kashiwara |           |
| Imamachi           | Kashiwara |           |
| Kamiichi           | Kashiwara |           |
| Kiyosu             | Kashiwara |           |
| Dōjima-chō         | Kashiwara |           |
| Kawahara-chō       | Kashiwara |           |
| Hōzenji            | Katashimo |           |
| Yamanoichi-chō     | Katashimo |           |
| Hirano             | Katashimo |           |
| Ôgata              | Katashimo |           |
| Taiheiji           | Katashimo |           |
| Andō/Andō-chō      | Katashimo |           |
| Takaida            | Katashimo |           |
| Aotani             | Katakami  |           |
| Tōge               | Katakami  |           |
| Karindōbata        | Katakami  |           |
| Hondō              | Katakami  |           |
| Ishikawa-chō       | Kokubu    |           |
| Katayama-chō       | Kokubu    |           |
| Tamate-chō         | Kokubu    |           |
| Enmyō-chō          | Kokubu    |           |
| Asahigaoka         | Kokubu    |           |
| Kokubu-Nishi       | Kokubu    |           |
| Kokubu-Hon-machi   | Kokubu    |           |
| Kokubu-Ichiba      | Kokubu    |           |
| Kokubu-Higanjō-chō | Kokubu    |           |
| Tanabe             | Kokubu    |           |
| Total              |           | 68.400    |

## Història
La ciutat de Kashiwara va ser originàriament una petita ciutat a l'est de la província de Kawachi. La formació de l'actual ciutat (sota l'estatus legal contemporàni) és relativament recent. El 1939, el municipi de Kashiwara va absorbir els municipis de Katashimo i Katakami. Després, el 1956, el municipi de Kokubu es va fusionar amb Kashiwara, formant, a partir d'eixe moment l'actual ciutat de Kashiwara. Kashiwara va ser feta ciutat el 1958.

## Política

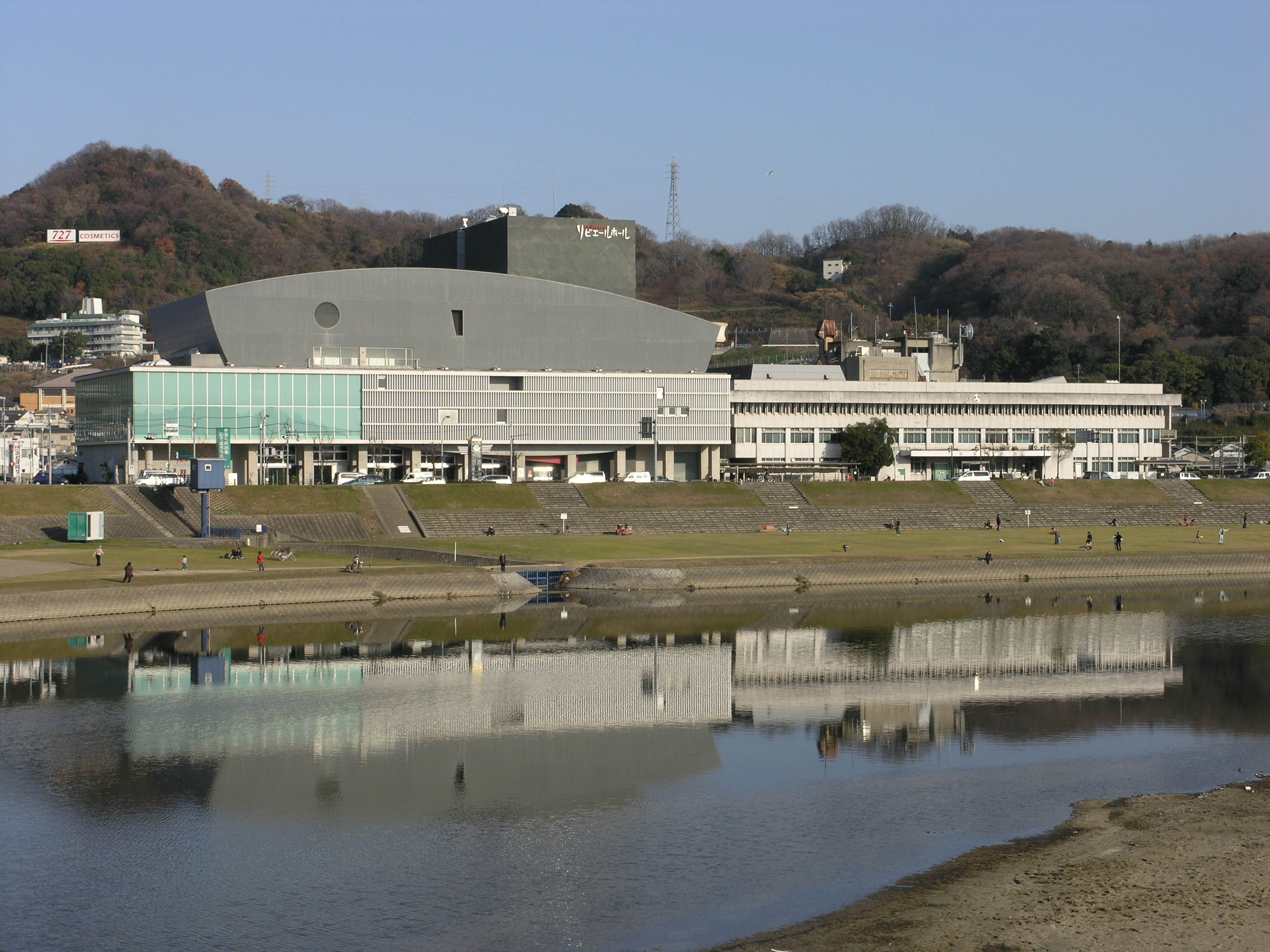
Edifici de l'ajuntament de Kashiwara

### Assemblea municipal
La composició del ple municipal de Kashiwara és la següent:
| Partit | Partit                               | Partit | Regidors |
| ------ | ------------------------------------ | ------ | -------- |
|        | Partit Liberal Democràtic            | PLD    | 6 / 16   |
|        | Kōmeitō                              | KMT    | 3 / 16   |
|        | Associació de la Restauració d'Osaka | OIK    | 3 / 16   |
|        | Independents                         |        | 4 / 16   |
|        | Escons vacants                       |        | 0 / 16   |

### Alcaldes
En aquesta taula només es reflecteixen els alcaldes democràtics, és a dir, des de l'any 1947.
| Període   | Alcalde             | Partit |
| --------- | ------------------- | ------ |
| 1958-1962 | Shirō Aoki          | Ind    |
| 1962-1973 | Ryōsuke Hayakawa    | Ind.   |
| 1973-2005 | Toshikazu Yamanishi | Ind.   |
| 2005-2013 | Yasuaki Okamoto     | Ind.   |
| 2013-2017 | Ryuuji Nakano       | OIK    |
| 2017-     | Masahiro Fuke       | OIK    |